# Campionati europei Under-17 2021 (hockey su pista)
I campionati europei Under-17 2021 sono stati la 39ª edizione del torneo di hockey su pista per squadre nazionali maschili Under-17. Il torneo si è svolto in Portogallo a Paredes dal 7 all'11 settembre 2021.
A vincere il torneo fu la nazionale della Spagna per la ventesima volta nella sua storia.

## Formula
Il torneo vide ai nastri di partenza sei nazionali. La manifestazione è stata organizzata con un girone all'italiana, con gare di sola andata. Erano assegnati tre punti per l'incontro vinto, uno per il pareggio e zero per la sconfitta. 

## Risultati
| Squadra     | Pt | G | V | N | P | GF | GS | DG  |
| ----------- | -- | - | - | - | - | -- | -- | --- |
| Spagna      | 15 | 5 | 5 | 0 | 0 | 64 | 5  | +59 |
| Portogallo  | 12 | 5 | 4 | 0 | 1 | 45 | 13 | +32 |
| Italia      | 9  | 5 | 3 | 0 | 2 | 32 | 15 | +17 |
| Francia     | 6  | 5 | 2 | 0 | 3 | 16 | 26 | -10 |
| Inghilterra | 3  | 5 | 1 | 0 | 4 | 7  | 42 | -35 |
| Andorra     | 0  | 5 | 0 | 0 | 5 | 2  | 65 | -63 |

| Paredes 7 settembre 2021 1ª giornata | Francia | 0 – 9 | Spagna | Pavilhão Municipal |

| Paredes 7 settembre 2021 1ª giornata | Italia | 14 – 1 | Inghilterra | Pavilhão Municipal |

| Paredes 7 settembre 2021 1ª giornata | Portogallo | 16 – 0 | Andorra | Pavilhão Municipal |

| Paredes 8 settembre 2021 2ª giornata | Spagna | 13 – 0 | Inghilterra | Pavilhão Municipal |

| Paredes 8 settembre 2021 2ª giornata | Andorra | 0 – 9 | Italia | Pavilhão Municipal |

| Paredes 8 settembre 2021 2ª giornata | Francia | 2 – 9 | Portogallo | Pavilhão Municipal |

| Paredes 9 settembre 2021 3ª giornata | Andorra | 0 – 30 | Spagna | Pavilhão Municipal |

| Paredes 9 settembre 2021 3ª giornata | Francia | 4 – 2 | Inghilterra | Pavilhão Municipal |

| Paredes 9 settembre 2021 3ª giornata | Portogallo | 7 – 2 | Italia | Pavilhão Municipal |

| Paredes 10 settembre 2021 4ª giornata | Francia | 7 – 1 | Andorra | Pavilhão Municipal |

| Paredes 10 settembre 2021 4ª giornata | Spagna | 4 – 2 | Italia | Pavilhão Municipal |

| Paredes 10 settembre 2021 4ª giornata | Inghilterra | 1 – 10 | Portogallo | Pavilhão Municipal |

| Paredes 11 settembre 2021 5ª giornata | Italia | 5 – 3 | Francia | Pavilhão Municipal |

| Paredes 11 settembre 2021 5ª giornata | Inghilterra | 3 – 1 | Andorra | Pavilhão Municipal |

| Paredes 11 settembre 2021 5ª giornata | Portogallo | 3 – 8 | Spagna | Pavilhão Municipal |